# آحاد أغسطس
آحاد أغسطس (بالفرنسية: Dimanches d’août) هي رواية للكاتب الفرنسي باتريك موديانو الحائز على جائزة نوبل في الأدب سنة 2014، صدرت عام 1986 عن دار غاليمار ضمن سلسلة "كوليكسيون بلانش"، وتُرجمت إلى اللغة العربية سنة 2015 عن دار الساقي بترجمة صالح الأشمر. تتناول الرواية موضوعات الذاكرة، الهوية، الخيانة، والحب من خلال سرد متداخل يستعيد الماضي من زوايا متعددة، بأسلوب شفاف وحميمي تميّز به موديانو.

## نبذة
تدور أحداث الرواية في أجواء الريف الفرنسي، حيث يروي بطل الرواية – وهو شخصية غامضة بلا اسم – علاقته المضطربة بالمرأة التي يحبها، وكذا هروبهما من باريس إلى نيس بعد سرقة حجر كريم. تشكّل الرواية مزيجاً من التشويق البوليسي والحوار الداخلي، إذ يبحث الراوي عن الخلاص وسط الشعور بالذنب، والخيانة، والفراغ الوجودي. يضع القارئ أمام لغز مزدوج: لغز الجريمة ولغز الذات. ومع تتابع الصفحات، تنكشف تفاصيل الماضي شيئاً فشيئاً في جو من الحنين والسأم والألم المكبوت.

## تحليل ونقد
يعتمد موديانو في هذه الرواية أسلوب الاسترجاع الزمني المتكرر، حيث تتقاطع الأزمنة بطريقة تجعل الحاضر مجرد مرآة مشوشة للماضي. تتقاطع مواضيع الخيانة والحب والضياع في الرواية مع موضوع أساسي هو البحث عن الهوية وسط عالم هش. وتُظهر الرواية كيف يمكن أن يتحول الحب إلى مطاردة، والذاكرة إلى عبء ثقيل، في عالم حيث لا يمكن الوثوق بشيء إلا بالندم. يعيد موديانو من خلال هذه الرواية استكشاف سماته الأسلوبية من خلال شخصيات ضبابية وهوامش مكانية (مثل نيس وموناكو) لا تقل أهمية عن الأحداث.

## الشخصيات
- الراوي – رجل غامض، يعيش على الهامش، تطارده ذاكرته العاطفية والجنائية، ويبحث عن خلاص مستحيل.[7]
- ماري – المرأة التي يرافقها الراوي، وتجمع بين الحب والمراوغة، تخونه في النهاية.
- الزوج السابق لماري – شخصية غامضة يتعقبهم، يمثل تهديداً مستمراً للراوي وماري.
- رجال العصابة – شخصيات ثانوية تهدد أمن الراوي، تسلط الضوء على جانب الجريمة في الرواية.[8]